# ولفس کاسل
ولفس کاسل (به انگلیسی: Wolf's Castle) یک قلعه و روستا در بریتانیا است که در پمبروکشر واقع شده‌است. ولفس کاسل ۶۴۲ نفر جمعیت دارد.